# St. Louis Rams 2006
La stagione 2006 dei St. Louis Rams è stata la 69ª della franchigia nella National Football League e la 12ª a St. Louis, Missouri Sotto la guida del nuovo allenatore Scott Linehan, la squadra disputò la sua ultima stagione con un record non negativo (8-8) durante la permanenza a St. Louis. Seguirono un record di franchigia di dieci stagioni consecutive con record negativi.

## Roster
| Roster dei St. Louis Rams nel 2006 |
| --- |
| Quarterback - 10 Marc Bulger - 12 Ryan Fitzpatrick - 11 Gus Frerotte Running Back - 48 Stephen Davis - 30 Tony Fisher - 39 Steven Jackson Wide Receiver - 80 Isaac Bruce - 81 Torry Holt - 89 Dane Looker - 84 Shaun McDonald - 83 Kevin Curtis Tight End - 88 Joe Klopfenstein Offensive Linemen - 70 Alex Barron T - 67 Andy McCollum C - 61 Tom Nütten G - 76 Orlando Pace T - 75 Claude Terrell G - 62 Adam Timmerman G Defensive Linemen - 96 Jason Fisk DT - 97 La'Roi Glover DT - 73 Jimmy Kennedy DT - 91 Leonard Little DE Linebacker - 54 Brandon Chillar - 50 Pisa Tinoisamoa OLB - 51 Will Witherspoon Defensive Back - 31 Adam Archuleta SS - 23 Jerametrius Butler CB - 27 Dwaine Carpenter CB - 22 Travis Fisher CB - 21 O.J. Atogwe FS Special Team - 45 Chris Massey LS - 1 Matt Turk P - 14 Jeff Wilkins K |
| Legenda - I rookie sono in corsivo. - Il primo ruolo è il principale mentre gli eventuali successivi indicano i ruoli secondari. - (IR) sta per Injured Reserve ed indica la lista ristretta per un solo giocatore infortunato che può tornare ad allenarsi dopo la settimana 6 e a rientrare in prima squadra dopo che questa ha giocato 8 partite. - (NF-Inj.) / (NF-Ill.) stanno rispettivamente per Non-Football Injured e Non-Football Illness ed indicano le liste dove viene inserito un giocatore che ha un infortunio o una malattia non dipendente dal football americano. - (PUP) sta per Physically Unable to Perform ed indica la lista dove viene inserito un giocatore mentre è in attesa di recuperare la condizione fisica. Nella stagione regolare dopo la sesta partita giocata dalla propria squadra, il giocatore ha tempo tre settimane per riprendere ad allenarsi, più tre settimane aggiuntive dal suo rientro agli allenamenti per rientrare in prima squadra. |

## Calendario
| Stagione regolare |                        |                    |
| Turno             | Avversario             | Risultato          |
| 1                 | Denver Broncos         | V 18–10            |
| 2                 | at San Francisco 49ers | S 20–13            |
| 3                 | at Arizona Cardinals   | V 16–14            |
| 4                 | Detroit Lions          | V 41–34            |
| 5                 | at Green Bay Packers   | V 23–20            |
| 6                 | Seattle Seahawks       | S 30–28            |
| 7                 | Settimana di pausa     | Settimana di pausa |
| 8                 | at San Diego Chargers  | S 38–24            |
| 9                 | Kansas City Chiefs     | S 31–17            |
| 10                | at Seattle Seahawks    | S 24–22            |
| 11                | at Carolina Panthers   | S 15–0             |
| 12                | San Francisco 49ers    | V 20–17            |
| 13                | Arizona Cardinals      | S 34–20            |
| 14                | Chicago Bears          | S 42–27            |
| 15                | at Oakland Raiders     | V 20–0             |
| 16                | Washington Redskins    | V 37–31            |
| 17                | at Minnesota Vikings   | V 41–21            |

## Classifiche
| NFC West             |   |    |   |      |     |      |     |     |     |
|                      | V | S  | P | %    | DIV | CONF | PF  | PS  | STR |
| (4) Seattle Seahawks | 9 | 7  | 0 | .563 | 3–3 | 7–5  | 335 | 341 | V1  |
| St. Louis Rams       | 8 | 8  | 0 | .500 | 2–4 | 6–6  | 367 | 381 | V3  |
| San Francisco 49ers  | 7 | 9  | 0 | .438 | 3–3 | 5–7  | 298 | 412 | V1  |
| Arizona Cardinals    | 5 | 11 | 0 | .313 | 4–2 | 5–7  | 314 | 389 | S1  |